# Драфт НБА 1997 года
Драфт НБА 1997 года прошёл 25 июня в Шарлотт, Северная Каролина.
Под первым номером был выбран Тим Данкан клубом «Сан-Антонио Спёрс».
«Вашингтон Уизардс» утратили право выбора в первом раунде в связи с подписанием Джувана Ховарда.

## Драфт
|  | Игроки, выбранные в Зал славы баскетбола                   |
|  | Участники Матча всех звёзд и игроки сборной всех звёзд НБА |
|  | Участники Матча всех звёзд                                 |
|  | Игроки сборной всех звёзд                                  |
|  | Баскетболисты, не игравшие в НБА                           |

### Первый раунд

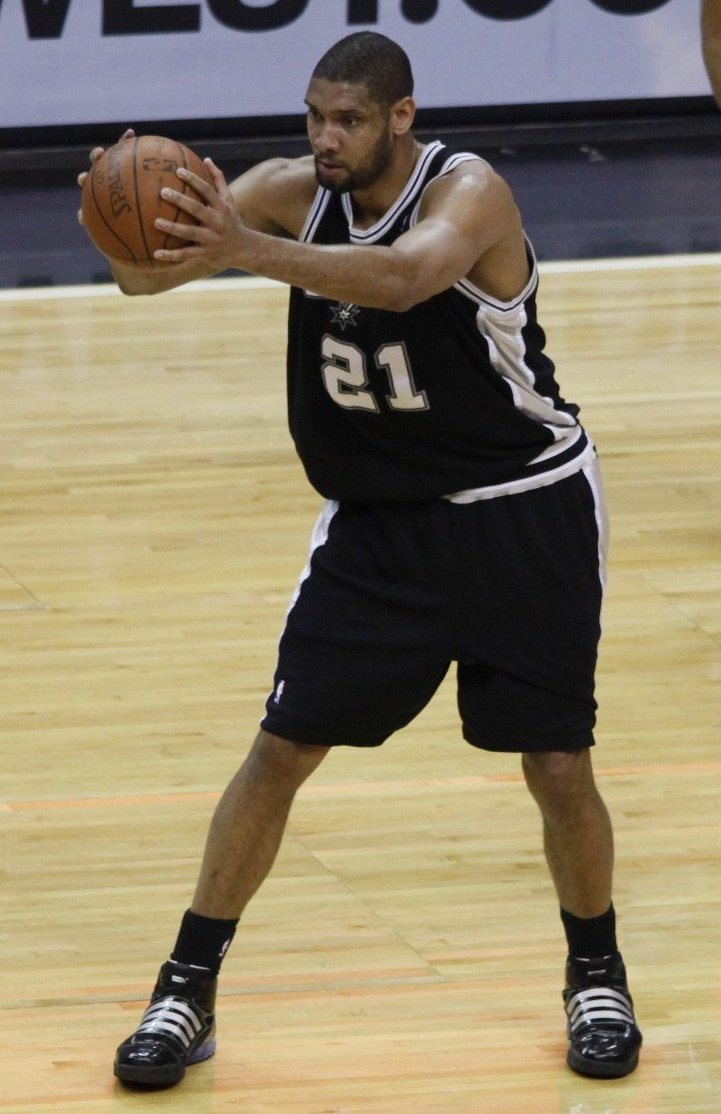
Тим Данкан, 1-й номер драфта

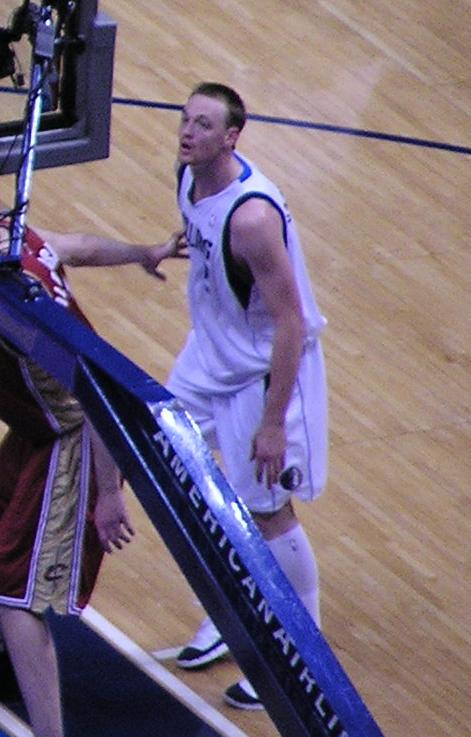
Кит Ван Хорн, 2-й н.д.

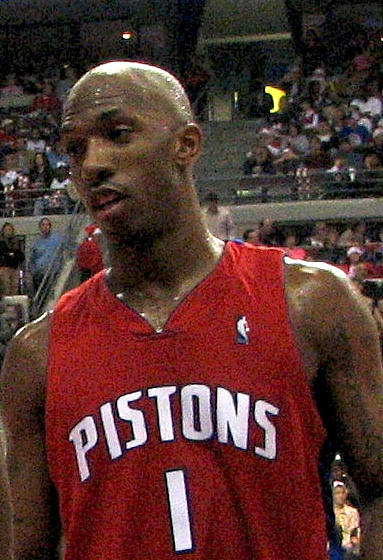
Чонси Биллапс, 3-й н.д.

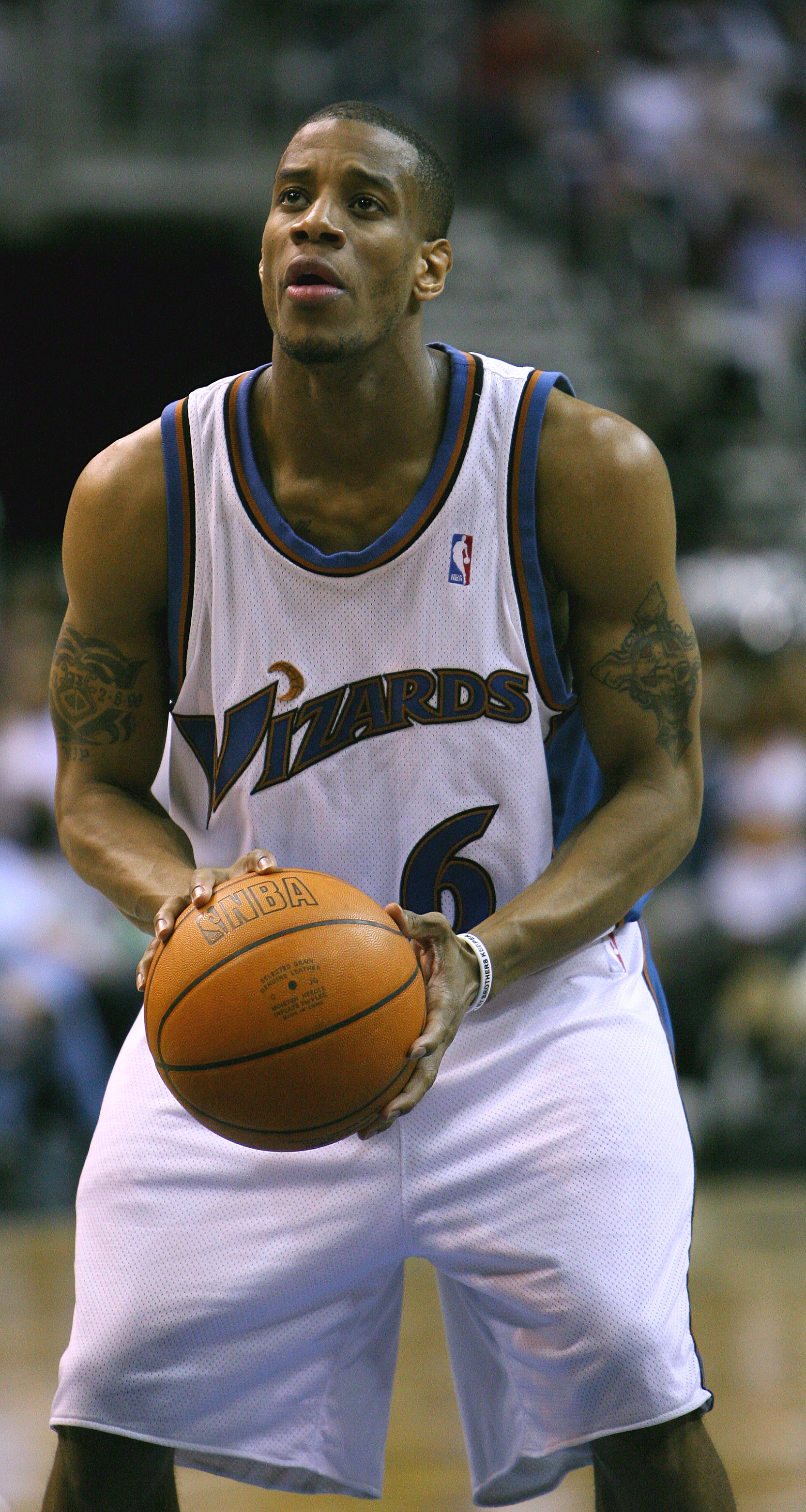
Антонио Дэниелс, 4-й н.д.

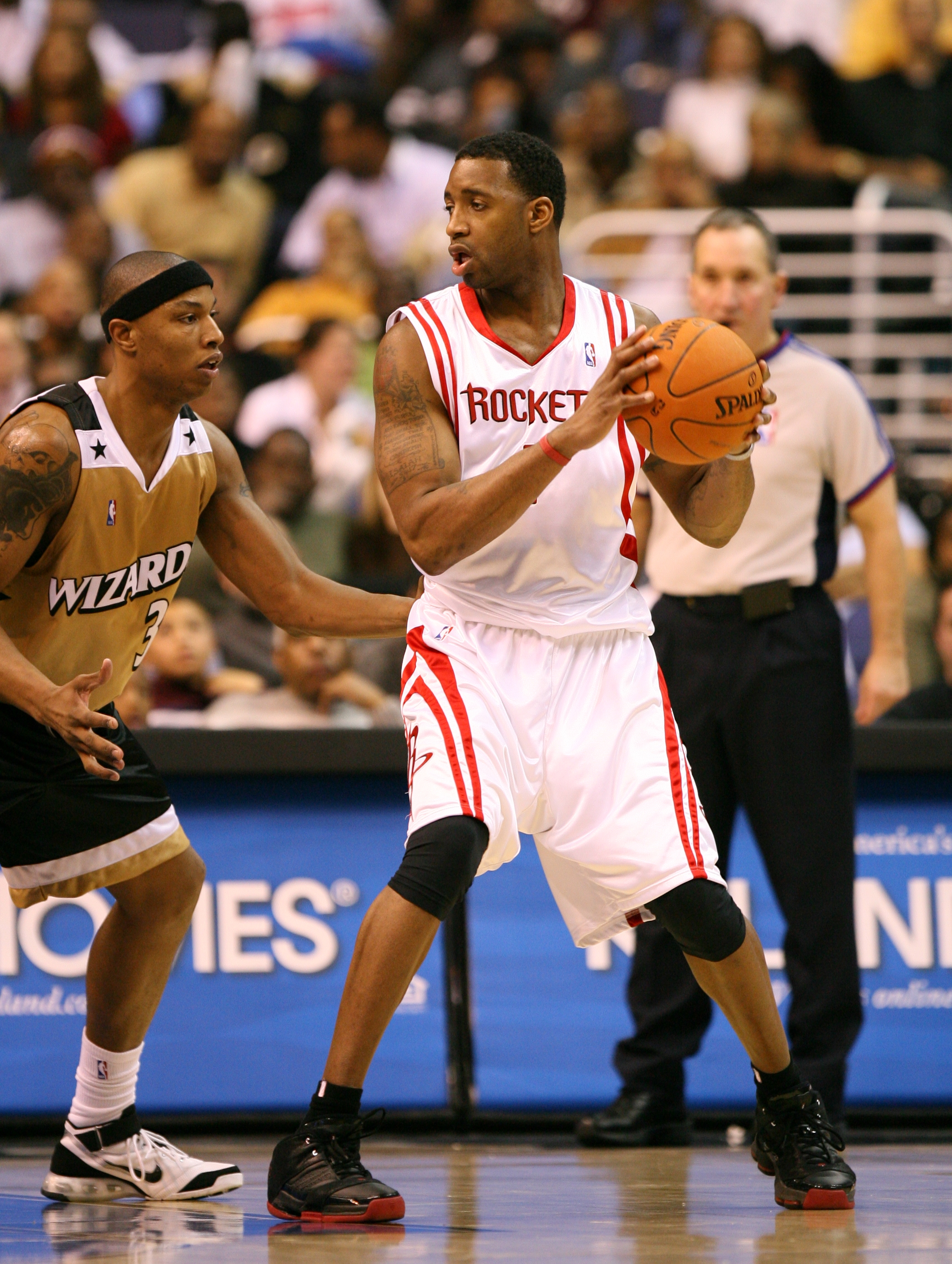
Трэйси МакГрэди, 9-й н.д.

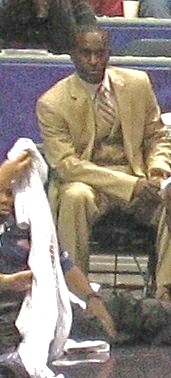
Бревин Найт, 16-й н.д.

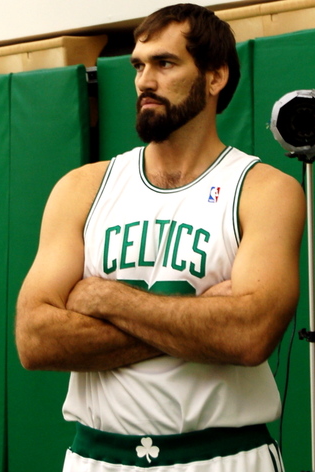
Скот Поллард, 19-й н.д.

| Пик | Игрок             | Национальность           | Команда НБА                          | Школа/Университет/Клуб                |
| --- | ----------------- | ------------------------ | ------------------------------------ | ------------------------------------- |
| 1   | Тим Данкан        | США                      | Сан-Антонио Спёрс                    | Университет Уэйк-Форест               |
| 2   | Кит Ван Хорн      | США                      | Филадельфия-76                       | Университет Юты                       |
| 3   | Чонси Биллапс     | США                      | Бостон Селтикс                       | Колорадский университет               |
| 4   | Антонио Дэниелс   | США                      | Ванкувер Гриззлис                    | Университет Боулинг-Грина             |
| 5   | Тони Бэтти        | США                      | Денвер Наггетс                       | Техасский технологический университет |
| 6   | Рон Мерсер        | США                      | Бостон Селтикс                       | Кентукки                              |
| 7   | Тим Томас         | США                      | Нью-Джерси Нетс                      | Университет Вилланова                 |
| 8   | Адонал Фойл       | Сент-Винсент и Гренадины | Голден Стэйт Уорриорз                | Университет им. Колгейта              |
| 9   | Трэйси Макгрэди   | США                      | Торонто Рэпторс                      | Христианская Академия Маунт-Зиона     |
| 10  | Дэнни Фортсон     | США                      | Милуоки Бакс                         | Университет Цинциннати                |
| 11  | Тарик Абдул-Вахад | Франция                  | Сакраменто Кингз                     | Университет штата в Сан-Хосе          |
| 12  | Остин Крошир      | США                      | Индиана Пэйсерс                      | Провиденсский колледж                 |
| 13  | Дерек Андерсон    | США                      | Кливленд Кавальерс                   | Кентуккийский университет             |
| 14  | Морис Тэйлор      | США                      | Лос-Анджелес Клипперс                | Мичиганский университет               |
| 15  | Кельвин Като      | США                      | Даллас Маверикс (из «Миннесоты»)     | Университет штата Айова               |
| 16  | Бревин Найт       | США                      | Кливленд Кавальерс (из «Финикса»)    | Стэнфордский университет              |
| 17  | Джонни Тэйлор     | США                      | Орландо Мэджик                       | Университет Теннеси в Чаттануге       |
| 18  | Крис Энсти        | Австралия                | Даллас Маверикс (из «Портленда»)     | Мельбурн Мэджик (НБЛ)                 |
| 19  | Скот Поллард      | США                      | Детройт Пистонс                      | Канзасский университет                |
| 20  | Пол Грант         | США                      | Миннесота Тимбервулвз (из «Шарлотт») | Висконсинский университет в Мадисоне  |
| 21  | Энтони Паркер     | США                      | Нью-Джерси Нетс (из «Лейкерс»)       | Университет Брэдли                    |
| 22  | Эд Грэй           | США                      | Атланта Хокс                         | Калифорнийский университет в Беркли   |
| 23  | Бобби Джексон     | США                      | Сиэтл Суперсоникс                    | Миннесотский университет              |
| 24  | Родрик Роудс      | США                      | Хьюстон Рокетс                       | Университет Южной Калифорнии          |
| 25  | Джон Томас        | США                      | Нью-Йорк Никс                        | Миннесотский университет              |
| 26  | Чарльз Смит       | США                      | Майами Хит                           | Университет Нью-Мексико               |
| 27  | Жак Вон           | США                      | Юта Джаз                             | Канзасский университет                |
| 28  | Кит Бут           | США                      | Чикаго Буллз                         | Мэриленд                              |

### Второй раунд

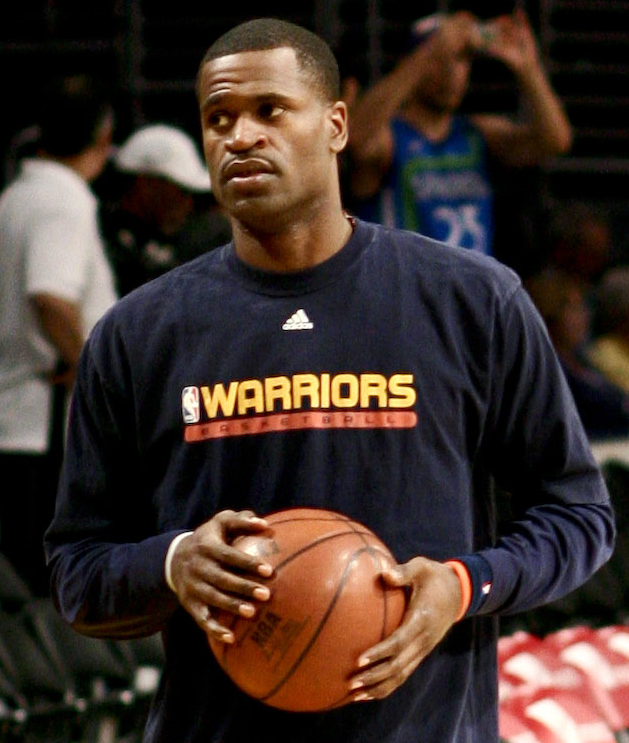
Стивен Джексон, 43-й н.д.

| Пик | Игрок           | Национальность | Команда НБА                                        | Школа/Университет/Клуб                     |
| --- | --------------- | -------------- | -------------------------------------------------- | ------------------------------------------ |
| 29  | Серж Цвиккер    | Нидерланды     | Хьюстон Рокетс (из «Ванкувера»)                    | Северная Каролина                          |
| 30  | Марк Сэнфорд    | США            | Майами Хит (из «Бостона»)                          | Вашингтон                                  |
| 31  | Чарльз О’Бэннон | США            | Детройт Пистонс (из «Сан-Антонио»)                 | Калифорнийский университет в Лос-Анджелесе |
| 32  | Джеймс Коттон   | США            | Денвер Наггетс                                     | Лонг-Бич Стейт                             |
| 33  | Марко Милич     | Словения       | Филадельфия Севенти Сиксерс                        | Олимпия (Любляна)                          |
| 34  | Бабба Уэллс     | США            | Даллас Маверикс                                    | Университет Остина Пи                      |
| 35  | Кебу Стюарт     | США            | Филадельфия Севенти Сиксерс (из «Нью-Джерси Нетс») | Калифорнийский университет в Бейкерсфилде  |
| 36  | Джеймс Коллинз  | США            | Филадельфия Севенти Сиксерс (из «Торонто»)         | Флорида Стэйт                              |